# 反斗普通話
《反斗普通話》（英語：Chinese Made Efficient，與 正斗中文 一樣），是由香港電台電視部製作的半小時語文教育資訊節目，於2013年期間製作及播出以講解普通話和北京話的語法及文化。

## 節目內容
節目由王梓軒和糖妹主持。節目以富趣味的手法，利用不同生活化的形式，如相聲、歌曲、短劇等，介紹不同事物在不同場合之中的遣詞用字、各國語字詞的音調和破音字的變化（例：社『會』hùi 、『會』計 kuài；請『假』條 j ì a = 醫生病假紙、『假』裝 j ǐ a ）和糾正異讀/翻譯誤字 （例：最『興』的衣服是讀 xīng，不是“輕”qīng，粵語裡是指時髦的意思）以及廣東話口語翻譯成普通話的處理等（例：很『娘』的造型是讀 niáng， 粵語裡是指乸型的意思），以研究實用型普通話為主。
節目亦有論述普通話裡已被接納的廣東話字詞（例：搞掂 = 辦妥；埋單 = 結帳），以及各網絡語言（例：血拼 = 購物， 來自 Shopping，蛋白質 = 笨蛋+白痴+神經質) 及所謂中國北方方言或北京話「俚語」對本土文化的影響 (例：貓兒食 = 吃量小，小鳥胃；沒門兒 = 不行，不可能）。也有論述普通話和台灣國語字詞翻譯 （例：創可貼 = OK繃，都是藥水膠布 的意思，就像英式英語裡的 Plaster，美式英語就以品牌 Band-Aid 為代名詞。 Plaster 在美式英語則代表灰泥）。

## 節目環節

### 主題單元劇
有別於《正斗中文》，每一集的主題單元劇都有所不同。單元劇亦偶有主持人和名人客串演出，如節目第三集《網上真功夫》，歌手羅力威客串成為博客，歌手胡琳是不諳普通話的妹頭，糖妹則是可操國粵語的弟子。而王梓軒在第二集《能醫不自醫》飾演助理導演。曾飾演《正斗中文》單元劇《大排檔茶餐廳》的『肥谷』(也是藝名，本名： 陳耀榮)在第五集客串為不諳普通話的餐廳侍應。在第六集，RubberBand 的 泥鯭 飾演不諳普通話的自己，一個跟有夫（艾威飾）之婦的嚴花（陳爽飾）邂逅。

### 曲詞鑑賞/聽歌學講
節目會根據主題挑選對應華語流行歌曲，無論古今，並由糖妹、新軍七人男子團體 - 享樂團3Think 或王梓軒演繹，然後由糖妹或/與王梓軒作曲詞鑑賞及分析，而享樂團3Think在解說部分擔任糖妹的學弟們，藉以向觀眾分析普通話的結構和詞語出處。例子如於第一集《慈禧愛血拼》中，節目挑選了潘嘉麗主唱的《別說我購物狂》，說明普通話裡輕聲的用法。在第二集《能醫不自醫》中，挑選了邰正宵主唱的《奇經八脈》，來說明中醫望、聞、問、切四診的道理，也介紹『切』和『脈』的破音字。 切脈 （q ì e mài/qīe mài 的意思差別。 前者指『把脈』，後者則是『割脈（自殺）』的意思，再次表明廣東話和普通話的音調差之毫釐，謬之千里，也不是所有諧音字可以成為網絡語言。而『脈』的破音字是含情『脈脈』mò。但正字也通目旁『眽』。
在第六集，就由KOLOR演繹童安格的《一個人去旅行》，然後由陳爽說明『行』的破音字 （例：旅『行』xíng 、『行』業 háng)。
在第七集，就由曹震豪與&joyBand 演繹五月天的《洗衣機》，然後由曹震豪說明家居用品的普通話讀音及其對應量詞。

## 教育電視專頁版主題

### Johnny 醒你
來自《反斗英語2011》的高思哲在官網會以網誌形式加插其他與主題有關的文章。

### 唱談普通話
展示電視版《曲詞鑑賞》歌曲歌詞。

### 重播
反斗普通話往後在教育電視時段不時重播。

## 每集主題 （括號是電台版對應主題）[3]
- 2013年：
  - 7月25日：第一集〈慈禧愛血拼〉（消費篇）
  - 8月1日：第二集〈能醫不自醫〉（求醫篇）
  - 8月8日：第三集〈網上真功夫〉（科技篇）
  - 8月15日：第四集〈奶奶殺到〉（飲食篇）
  - 8月22日：第五集〈剩鬥士戀戰〉（剩女篇）
  - 8月29日：第六集〈表錯三日情〉（旅遊篇）
  - 9月5日：第七集〈金屋藏嬌？〉（物業篇）

### 電台版每集主題 (電視版播放完畢後)
- 2013年
  - 9月8日：夜生活篇
  - 9月15日：育兒篇
  - 9月22日：颱風關係，原本節目順延一星期
  - 9月29日：新族群篇
  - 10月6日：天氣篇
  - 10月13日：動物篇
  - 10月20日：交通篇
  - 10月27日：網語篇
  - 11月3日：音樂篇
  - 11月10日：運動篇
  - 11月17日：請客篇
  - 11月24日：上學篇
  - 12月1日：藝術篇
  - 12月8日：太空篇
  - 12月15日：樂活篇
  - 12月22日：節日篇
  - 12月29日：養老篇
- 2014年
  - 1月5日：武術篇
  - 1月12日：養生篇
  - 1月19日：上班篇
  - 1月26日：環保篇
  - 2月2日：家庭主婦/夫篇
  - 2月9日：迷信篇
  - 2月16日：財務篇
  - 2月23日：交友篇
  - 3月2日：戀愛篇
  - 3月9日：神話篇
  - 3月16日：花草樹木篇
  - 3月23日：求助篇
  - 3月30日：普通話潮語篇
  - 4月6日：個人護理篇
  - 4月13日：理想篇
  - 4月20日：美食篇
  - 4月27日：職業篇
  - 5月4日：服飾篇
  - 5月11日：水果篇
  - 5月18日：昆蟲篇
  - 5月25日：維修篇
  - 6月1日：偉人篇
  - 6月8日：烹飪篇
  - 6月15日：文字篇
  - 6月22日：玩樂篇
  - 6月29日：電器篇
  - 7月6日：童話篇
  - 7月13日：美食篇（二）
  - 7月20日：怪獸家長篇
  - 7月27日：建築篇
  - 8月3日：婚嫁篇
  - 8月10日：綠色生活篇
  - 8月17日：美容扮靚篇
  - 8月24日：社會問題篇
  - 8月31日：舞蹈篇

## 反斗普通話電台版
Template:電台節目信息
反斗普通話電台版是由7月21日起，每星期日晚上8時至8時30分在香港電台第一台播放，題材是跟電視篇的主題一樣，由中文大學中國語言研習所老師李虹、趙善恩和糖妹（後來由王梓軒、Gin Lee、小肥和 King@ C AllStar接替）主持。內容以相聲，字詞複習、話劇和聽歌學講形式呈現。 聽歌學講的曲目與電視版不同，而演唱版本是CD原版。